# Ujung Batu I
Ujung Batu I is een bestuurslaag in het regentschap Padang Lawas van de provincie Noord-Sumatra, Indonesië. Ujung Batu I telt 2646 inwoners (volkstelling 2010).